# Joseph Lazare
 (mars 2025).
Joseph Lazare, né le 16 décembre 1885 à Béziers (Hérault) et mort le 28 décembre 1967 à Béziers (Hérault), est un homme politique français. Maire communiste de Béziers de 1944 à 1947, il a été sénateur de l'Hérault de 1946 à 1948. Il est inhumé au Cimetière vieux de Béziers.

## Détail des fonctions et des mandats
Mandat parlementaire
- 8 décembre 1946 - 7 novembre 1948 : Sénateur de l'Hérault